# Tamra
Tamra (în arabă:طمرة, în ebraică:טַמְרָה) este un oraș din Israel, aflat în Districtul de Nord, în Galileea Inferioară, și locuit de arabi musulmani. El este  situat la  5 km nord de orașul Shefaram (Shefa - Amr) și 20km est de Acra. În anul 2021 numără 35,331 locuitori. 

## Numele
Numele orașului vine de la cuvântul „tamra” care în araba vorbită înseamnă „curmală”. (Cuvântul este înrudit cu ebraicul Temará, și Tamar - respectiv curmală, curmal, de unde și numele de persoană Tamara). După Palmer,însă, numele localității vine de la verbul tmr - „a săpa o groapă pentru depozitare cerealelor”

## Stema
Stema localității adoptată în anul 1966 este un spic de grâu, reflectând importanța tradițională a agriculturii în economia ei.

## Istorie

### Începuturi
Unii identifică locul cu satul Tamrata (תמרתה sau תמרא) din vremea celui de-al Doilea Templu și din epoca romano-bizantină
Tamra a fost în trecut un mic sat cățărat pe un deal.Blocuri vechi pătrate de piatră au fost refolosite la construcția caselor. În localitate au mai fost găsite vechi rezervoare de apă și morminte săpate în stâncă.

### Epoca cruciată
Există dovezi despre existența  unei așezări la Tamra și în perioada cruciată și mamelucă. 
În anul 1253 în timpul epocii cruciate, Jean Aleman, seniorul Cezareei, a vândut mai multe sate, între care Tamra (Tatura ? lângă Damor) Cavalerilor Ospitalieri (Ioaniți). În anul 1283 Tamra făcea parte din teritoriul sub controlul cruciaților, potrivit acordului („Hudna”) dintre cruciații din Acra și sultanul mameluc Qalawun.

### Epoca otomană
În anul 1517 Palestina, și odată cu ea, satul Tamra au fost anexate la Imperiul Otoman.Într-un document fiscal (daftar) din anul 1596 Tamra este menționată ca făcând parte din Nahiya Akka (Acra) în cadrul așa numitei Liwa a Safed-ului. Ea număra 22 case familiale musulmane. Acestea plăteau impozite pe grâu, orz, pomi fructiferi, bumbac, venituri ocazionale, stupuri de albine și pășuni de iarnă.
În anul 1799 pe harta lui Pierre Jacotin așezarea figurează sub numele de Tomrat.
În 1859 consulul britanic Rogers aprecia populația Tamrei la 1.200, în totalitate musulmani.În posesiunea acestora se aflau 80 de feddani. 
În 1875 după datele lui Guérin, Tamra  avea 800 locuitori, cu toții musulmani. În 1881 Studiul Palestinei de vest al Fondului de Explorare a Palestinei descria Tamra ca fiind un sat mare, având o mică moschee la est și un izvor abundent (Ain al Tahta) la nord-vest. La vest de case se află un mormânt săpat în stâncă.  
În sudul satului, în vale, se află o plantație de măslini de bună calitate care se întinde până la Er-Rueis.

### Epoca mandatului britanic
Între 1917-1948 Tamra a făcut parte împreună cu toată Palestina de vest din Palestina sub mandat britanic.(Intre 1917-1922 de fapt sub control militar britanic, iar din anul 1922 sub regimul mandatului) . Ea a fost inclusă în subdistrictul Akko (Acra).
La recensământul din anul 1922 avea o populație de 1.111 locuitori, cu toții musulmani, aceasta crescând în 1931 la 1258, într-un total de 282 case musulmane.
În 1945 Tamra avea 1.830 locuitori, cu toții musulmani. Sub jurisdicția satului se aflau 3,055 hectare, din care 156,4 ha erau ocupate de plantații și de pământ irigabil, 1443,4 ha serveau cultivării cerealelor, iar 20,6 ha serveau zonei cu clădiri.

### Statul Israel
În anul 1948, în zilele Războiului arabo-evreiesc din 1948-1948 Tamra  a fost cucerită fără lupte de forțele israeliene din mâinile „Armatei de Eliberare Arabe”  și ale armatei siriene, care s-au retras, în cadrul fazei a doua a așa numitei Operațiuni „Dekel” (19 iulie 1948). La 20 mai populația civilă a satului fusese evacuată din ordinul forțelor arabe neregulate. După Benny Morris, acestea se temeau că satul se va preda evreilor. La 7 iunie satul suferise o primă incursiune a unei grupe de soldați din brigada Golani.
În primii ani de administrație israeliană, militară până în anul 1966, localitatea, care a rămas în urma exodului din 1948 cu numai circa 300 locuitori, și-a sporit numărul locuitorilor printre altele, datorită unui influx de circa 1500 refugiați din sate arabe din vecinătate, distruse în timpul ostilităților, ca Al-Birwa,Al-Damun, Ruwais, Shaab, Hadatha, Mi'ar, etc.
Clanul cel mare și mai influent din Tamra este clanul Diab, care are mai multe ramuri.  Alte clanuri mai mici sunt Abd-al Hadi, Abu Na'ama, Abu Rumi, Amar, Arshid, Awwad, Kanaan, Muhsin, Natur, Urabi, Radi, Shama, Shaqir, Sheikh Ali și Yassin.  
Procente însemnate din suprafața arabilă a satului au fost confiscate de autoritățile israeliene, care le-au realocat unor așezări cooperatiste și unor așezări urbane evreiești (ca de pildă Mitzpe Aviv). În 1956 Tamra a obținut statutul de consiliu local (comună), iar în 1996 a fost declarată oraș.
Cu tot statutul de oraș, Tamra a păstrat multă vreme un caracter rural, fiind lipsită de o zonă industrială, având un sector restrâns al serviciilor, și puține instituții de cultură și divertisment.
În timpul războiului dintre Israel și forțele șiite Hezbollah din Liban, care s-a intensificat în octombrie 2024 în timpul Operațiunii Săgețile Nordului, Tamra a suferit de câteva ori atacuri cu rachete din Liban. Una din ele a lovit o casă si cauzat rănirea a 17 persoane și mari daune materiale.
În primele zile ale conflictului dintre Israel si Iran în oras în iunie 2025 a căzut o rachetă iraniană.

## Demografie
În decembrie 2014 orașul a numărat după estimări 31,700 locuitori, din care 100% arabi , 99,8% musulmani.
Populația localității a crescut într-un ritm anual de 1,7%
Orașul este cotat cu gradul 3 din 10 pe scala socială - economică.
Salariul mediu pe anul 2013 a fost 5,051 NIS (media pe țară:8.247 NIS)
| vârsta (în ani) | Procentul populației % |
| --------------- | ---------------------- |
| 0 – 4           | 11,6                   |
| 5 – 9           | 12,3                   |
| 10 – 14         | 11,3                   |
| 15 – 19         | 10,3                   |
| 20 – 29         | 14,6                   |
| 30 – 44         | 21,0                   |
| 45 – 59         | 13,0                   |
| 60 – 64         | 1,9                    |
| 65 –            | 4,1                    |

sursa de date: Oficiul Israelian de Statistică Arhivat în 19 martie 2016, la Wayback Machine..

## Economie
Orașul a devenit vestit prin fabrica sa „Rajeb-Tamra”, în ebraică „Mahlevot Hagalil” (Fabrica de lapte a Galileei), unde se produc produse lactate, inclusiv brânză și „labane”.
În ultimii ani se dezvoltă și sectorul turistic cu deschiderea de restaurante pentru vizitatori.

## Învățământ
Dupa datele Oficiului Israelian de Statistică din anul 2001 la Tamra funcționau 11 școli elementare (școala „Al Biruni”, școala „Al Zeitun” pentru sectorul beduin)  și 4 școli medii intermediare cu 5779 elevi. De asemenea 3 licee („Al Horezmi”, „Ibn Haldun” etc) cu 2324 elevi. Au luat ființă și școli industriale, o școală de învățământ pentru copii cu probleme speciale, o școală agricolă și una de muzică și folclor palestinian. 54,6% din elevii ultimei clase de liceu au trecut examenele de bacalaureat.În 2014 72,5%  au reușit la bacalaureat.
La finele anilor 1990 sociologul As'ad Ghanem a inițiat la Tamra asociația Ibn Haldun care promovează îmbunătățirea studiului istoriei arabilor în școlile israeliene. 
În oraș a luat ființă și o filială a Universității Deschise.  
Centrul „Sheih Zaki Diab” finanțează o mare parte din activitățile culturale din localitate - conferințe, seminarii literare, seri de poezie, un teatru de tineret, cursuri de limbi străine și de arte etc., un centru pentru elevii dotați, care este frecventat și de elevi din localități din împrejurimi - Kabul, Kfar Yasif, Sheih Danun și Acra. În oraș există o galerie de artă.

## Sport
Echipa de fotbal cea mai însemnată a localității  a fost în trecut „Hapoel Bney Tamra” care a jucat în a doua ligă a Israelului, în anul 2006 promovând din liga a III-a. Mai există în localitate două mici cluburi de fotbal „F.C Tzeirei Tamra” (în ebraică:Tinerii Tamrei) din Liga Ghimel (în trecut s-a numit Bney Tamra = Fiii Tamrei) și „Maccabi Ironi Tamra” care joacă în Liga Alef  
După stagiunea 2018-2017 a luat ființă echipa de fotbal "Alahali Tamra"  care aspiră sa fie principalul club din oraș.

## Personalități
- Mohammed Awaed  (n.1997), fotbalist în echipa Maccabi Haifa
- Yussef Diab  (1917–1984), politician israelian, membru al Knessetului (1959-1961) din partea Listei „Cooperare și frăție” asociată cu partidul MAPAI
- Muhammad Kanaan (n.1955)- politician israelian, membru al Knessetului din partea Listei arabe unite, apoi a Partidului Național Arab (1999-2003)